# إدريس شويكة
إدريس شويكة هو مخرج مغربي من مواليد سنة 1954 بمدينة قلعة السراغنة بالمغرب. من بين الأفلام التي أخرجها علام الخيل والطيور على أشكالها تقع.

## مسيرته
درس تقنيات السينما في المختبرات والإستوديوهات قبل الإقدام على إنتاج وإخراج مجموعة متنوعة من أفلام الخيال العلمي والأفلام الوثائقية، وأفلام التليفزيون، والإعلانات، وبرامج التلفزيون مثل «زوايا» لقناة الأولى، وبرنامج «عالم من الأفلام». وقد كان المدير الفني والرئيس للمهرجان الوطني الخامس والثلاثون للفنون الشعبية في مراكش (1999).

## وصلات خارجية
- إدريس شويكة على موقع IMDb (الإنجليزية)